# Куриловская волость (Новоузенский уезд)
Куриловская волость — административно-территориальная единица, входившая в состав Новоузенского уезда Самарской губернии. 
Административный центр — село Куриловка (ныне село Новоузенского района Саратовской области).
В период до установления советской власти волость имела аппарат волостного правления, традиционный для таких административно-территориальных единиц Российской империи.
Волость располагалась по обе стороны реки Большой Узень. Согласно карте уездов Самарской губернии 1912 года на юго-западе волость граничила с Малоузенской волостью, на западе - с Моршанской волостью, на северо-западе - с Козловской и Алексашкинской волостями, на севере и северо-востоке - с Орлово-Гайской волостью, на юго-востоке - с Николаевской волостью, на юге - с городскими землями Новоузенска и Петропавловской волостью.
Территория бывшей волости является частью земель Новоузенского района Саратовской области (административный центр области — город Саратов).

## Состав волости
| Наименование        | Население | Население | Население | Расстояние (вёрст) до: | Расстояние (вёрст) до: | Расстояние (вёрст) до: | Расстояние (вёрст) до: | Преобладающие национальности | Преобладающие вероисповедания | Современное состояние       |   |         |                         |                          |
| Наименование        | 1889 год  | 1897      | 1910 год  | Самары                 | Саратова               | Новоузенска            | Волостного правления   | Преобладающие национальности | Преобладающие вероисповедания | Современное состояние       |   |         |                         |                          |
| ------------------- | --------- | --------- | --------- | ---------------------- | ---------------------- | ---------------------- | ---------------------- | ---------------------------- | ----------------------------- | --------------------------- | - | ------- | ----------------------- | ------------------------ |
| село Куриловка      | 6836      | 5990      | 6050      | Самары                 | Саратова               | Новоузенска            | Волостного правления   | 339                          | 185                           | 28                          | 0 | русские | православные и сектанты | село, Новоузенский район |
| село Крепость Узень | 2328      | 2277      | 2716      | 342                    | 185                    | 26                     | 3                      | русские                      | православные                  | село, Новоузенский район    |   |         |                         |                          |
| село Дмитриевка     | 525       | 783       | 870       | 348                    | 192                    | 20                     | 10                     | русские                      | православные                  | село, Новоузенский район    |   |         |                         |                          |
| деревня Бессоновка  |           | 205       | 872       | 350                    | 197                    | 45                     | 15                     | мордва и малороссы           | православные                  | село, Новоузенский район    |   |         |                         |                          |
| деревня Таловка     | 275       | 202       | 776       | 350                    | 192                    | 42                     | 12                     | поляки и мордва              | католики и православные       | посёлок, Новоузенский район |   |         |                         |                          |
| деревня Кубанка     |           |           | 19        | 352                    | 195                    | 14                     | 14                     | малороссы                    | православные и сектанты       | посёлок, Новоузенский район |   |         |                         |                          |
| деревня Ермоловка   |           |           | 91        | 352                    | 220                    | 27                     | 25                     | русские                      | православные                  | не существует               |   |         |                         |                          |